# Lazar Dokić
Lazar Dokić (Лазар Докић), född 27 september 1845 i Belgrad, död 13 december 1893 i Opatija, var en serbisk politiker.
Dokić var först läkare i Belgrad, senare professor i naturvetenskap vid Belgrads universitet och sedermera lärare för kronprins Alexander. Som sådan utövade han, även sedan Alexander blivit kung 1889, stort inflytande över denne och var den egentliga drivande kraften i Alexanders statskupp av den 13 april 1893, varigenom förmyndarregeringen avlägsnades och Alexander själv övertog regentskapet. Dokić blev konseljpresident och finansminister men avgick i december samma år.